# ЛаРокка, Джон
Джон Себастьян ЛаРокка (англ. John Sebastian LaRocca; 19 декабря 1901, Виллароза, провинция Энна, Сицилия, Италия — 3 декабря 1984, Маккендлесс, округ Аллегейни, Пенсильвания, США), известный также как «Большой Джон» (Big John) — итало-американский мафиозо сицилийского происхождения, босс преступной семьи Питтсбурга (1956—1984).

## Биография
Родившись в Вилларозе (Сицилия) ЛаРокка вместе с семьёй иммигрировал в Соединённые Штаты в 1910 году, поселившись в округе Индиана штата Пенсильвания. В молодости ЛаРокка пошёл работать на угольные шахты. В 1922 году, в возрасте 20 лет, он был арестован за нападение на молодую женщину и приговорён к трем годам заключения в тюрьме штата. В 1933 году ЛаРокка вместе с женой перебрался в Питтсбург, где стал продавать пивное оборудование и бетонные блоки в Окленде. С мафией Большой Джон связался ещё до переезда в Питтсбург, будучи некоторое время членом Скрентонской семьи. Позже ЛаРокка несколько раз был осуждён за воровство, получение украденного имущества и проведение подпольной лотереи. В 1953 году Служба иммиграции и натурализации США пыталась использовать судимость ЛаРокки для его депортации, но безуспешно, и он оставался в стране до своей смерти в 1984 году.
В 1956 году Фрэнк Амато, руководившей семьёй Питтсбурга с 1937 года, из-за болезни почек ушёл в отставку, став сначала заместителем нового босса, а затем его консильери. Во главе семьи стал Себастьян «Большой Джон» ЛаРокка, правившей кланом почти тридцать лет. В следующем 1957 году ЛаРокка и два его капореджиме, Габриэль «Келли» Маннарино и Майкл Джеймс Дженовезе, были среди более чем 100 мафиози, посетивших легендарное Апалачинское совещание. Когда полиция начала арестовывать участников совещания, ЛаРокка смог сбежать, в то время как Маннарино и Дженовезе были арестованы.
Многие считали ЛаРокку самым успешным из всех «крёстных отцов» Питтсбурга. При нём питтсбургская мафия распространила своё влияние на профсоюзы Западной Пенсильвании. Благодаря взяточничеству ЛаРокка стал влиятельным человеком, контролируя многих политиков, полицейских и чиновников в Питтсбурге и его окрестностях. Также влияние ЛаРокки основывалось на тесных связях с такими влиятельными мафиозными боссами как Карло Гамбино, Рассел Буфалино, Анджело Бруно (Филадельфия) и Ником Чивелла (Канзас-Сити). ЛаРокка и Маннарино были партнёрами Санто Траффиканте-младшего (Тампа) в отеле-казино Sans Souci в Гаване (Куба). Впрочем партнёрство продолжалось недолго, в 1959 году Фидель Кастро сверг диктатора Батисту и изгнал из страны всех мафиози. В 1960-х годах семья ЛаРокка начала конфликт с семьёй Кливленда из-за зон влияния в Огайо. В 1964 году ЛаРокка помог своему капо Фрэнку Валенти перехватить управление семьёй Рочестера у Джейка Руссо.
В 1973 году в связи с ухудшением здоровья, ЛаРокка сформировал правящую коллегию из трёх человек, которая взяла на себя повседневные дела семьи. Первоначально в коллегию входили Дженовезе, Маннарино и Антонио Рипери, которого в 1978 году сменил Джозеф «Джо Джо» Пекора из Западной Вирджинии. Вскоре после этого Пекора получил тюремный срок за азартные игры, а 11 июля 1980 года Маннарино умер от рака и Дженовезе стал единственным исполняющим обязанности босса при больном ЛаРокке.
ЛаРокка оставался боссом питтсбургской мафии до своей смерти от естественных причин 3 декабря 1984 года в возрасте 82 лет.